# Android Cop
Android Cop è un film del 2013 diretto da Mark Atkins. 
Film statunitense, mockbuster della saga cinematografica Robocop.

## Trama
Nell'anno 2045, il detective della Polizia di Los Angeles Hammond e il suo collega androide entrano nella "Zona", una sezione proibita della città afflitta da una malattia sconosciuta, scoprendo la fonte della malattia e scoprendo una preoccupante cospirazione governativa del centro.